# Dacia (Brașov)
Dacia (Ausspracheⓘ), früher Ștena (deutsch Stein, ungarisch Garát), ist ein Dorf im Kreis Brasov in der Region Siebenbürgen  in Rumänien. Es gehört administrativ zur Gemeinde Jibert (Seiburg).

## Lage
Dacia liegt 7 km entfernt von Rupea (Reps) an der Verbindungsstraße Richtung Făgăraș (Fogarasch).

## Geschichte
Der Ort ist eine im 12. Jahrhundert von deutschen Auswanderern, den Siebenbürger Sachsen, gegründete Siedlung, die im Jahr 1309 erstmals erwähnt wurde.
Ab dem Jahr 1488 ist eine sächsische Schule nachgewiesen. Das Dorf hatte um das Jahr 1500 etwa 270 Einwohner, da in einer Aufstellung dieser Zeit 60 Hauswirte verzeichnet sind.
Neuere Geschichte
Im Jahr 1910 hatte der Ort 1244 Einwohner, der Großteil davon waren Siebenbürger Sachsen. 1940 gab es noch 712 siebenbürgisch-sächsische Einwohner, 2002 waren es nur noch vier. Im Jahr 2009 waren 13 „Seelen“ in der evangelischen Kirchgemeinde registriert.
Im Jahr 1931 wurde der rumänische Name der Ortschaft geändert. Aus Ștena wurde Dacia.

## Sehenswürdigkeiten
- Kirchenburg (ab Mitte 13. Jahrhundert, Neu- bzw. Umbau 19. Jahrhundert)

Die heutige Kirche gründet sich auf einer ursprünglich dreischiffigen romanischen Pfeilerbasilika der zweiten Hälfte des 13. Jahrhunderts. Das Chorquadrat mit Pfeilern zwischen den Schiffen wurde im Zuge von Umbauten Anfang des 16. Jahrhunderts vermauert. Die Kirche erhielt zu dieser Zeit ein Wehrgeschoss, die Seitenschiffe wurden abgetragen, die Arkadenbogen im Mittelschiff wurden ausgefüllt, die Apsis wurde dem Umbau geopfert und der Chor dreiseitig geschlossen. Auch die ehemalige Holzdecke musste weichen und die Kirche bekam ein Stichkappentonnengewölbe mit der Jahreszahl des Umbaus 1517. Die Kirche hat einen gotischen Chor (3/6 Abschluss). Der klassizistische Säulenaltar wurde 1815 vom Schäßburger Bildhauer Michael Wolf errichtet, die Orgel wurde im gleichen Jahr vom Kronstädter Orgelbauer Andreas Eitel installiert.
Wann die Kirche ihren ersten Turm bekam, ist nicht bekannt, nur dass dieser bisher dreimal wiederaufgebaut werden musste; 1738, 1763 und der heutige im Jahr 1845. Erdbeben waren jeweils die Ursache für den Einsturz. Beim letzten Wiederaufbau wurden auch das Wehrgeschoss über dem Saal abgetragen, die Verteidigungsbogen entfernt und die Kirche Richtung Westen vergrößert.
Die Kirche ist von einer sieben bis acht Meter hohen Mauer umgeben, an deren Ecken sich Wehr- und Vorratstürme befinden (auf dem Foto nicht sichtbar). Dieser Burghof wurde im Zuge des Umbaus zur Wehrkirche erbaut. Er ist 64 m lang und 55 m breit. Von den Wehrtürmen sind noch drei erhalten, der Vierte wich Anfang des 20. Jahrhunderts einem Schulneubau. Erwähnenswert ist die erhaltene Bastei in der Mitte der nördlichen Mauer, sie zeigt Reste von Pechnasen, ein Schwesterbau befand sich wahrscheinlich auf der Südseite und wich auch der Schule. An den Türmen und auch an den Mauern kann man Reste von Schießscharten sehen, diese Eichenrahmen lassen sich nur von innen öffnen. Der dazugehörige Wehrgang, der wahrscheinlich Türme und Mauern innen umlief, ist nicht erhalten. Die Bewaffnung so einer bäuerlichen Wehrkirche belegt ein Steiner Dokument aus dem Jahr 1750: „6 Doppelhacken (lange Hacken), zwei metallene Mörserchen, ein metallen Stück oder Feldschlange, 4 Radbüchsen. Sowie Steine, Wurfgeschosse, Pfeil und Bogen, siedendes Pech und Wasser sowie alle zum Zuhauen brauchbaren Geräte des Bauernhofes“.
Möglicherweise befand sich zwischen erhaltener Wehrmauer und Kirche eine zweite Verteidigungsmauer wie beispielsweise in Archita.